# Norris Point
Norris Point es un pueblo canadiense situado en la provincia de Terranova y Labrador.

## Superficie
Norris Point tiene una superficie de 4,84 km².

## Demografía
En 2021, tenía 602 habitantes, una densidad poblacional de 124,4 hab./km², y 351 viviendas.